# Sedevacantismo

La basilica, stemma della Santa Sede durante la sede vacante.

Il sedevacantismo (termine derivato dall'espressione sede vacante) è una posizione teologica di una corrente del tradizionalismo cattolico, secondo cui l'ultimo legittimo Vicario di Cristo sarebbe stato papa Pio XII (o, secondo qualcuno, Giovanni XXIII); i loro successori, dunque, non sarebbero papi veri e legittimi, ma abusivi, o antipapi, avendo essi aderito all'eresia del modernismo, in seguito agli aggiornamenti del Concilio Vaticano II.
I sedevacantisti credono nell'infallibilità pontificia e nel primato del Sommo pontefice ma, evidentemente, non riconoscono questi attributi ai successori di Pio XII.

## Storia

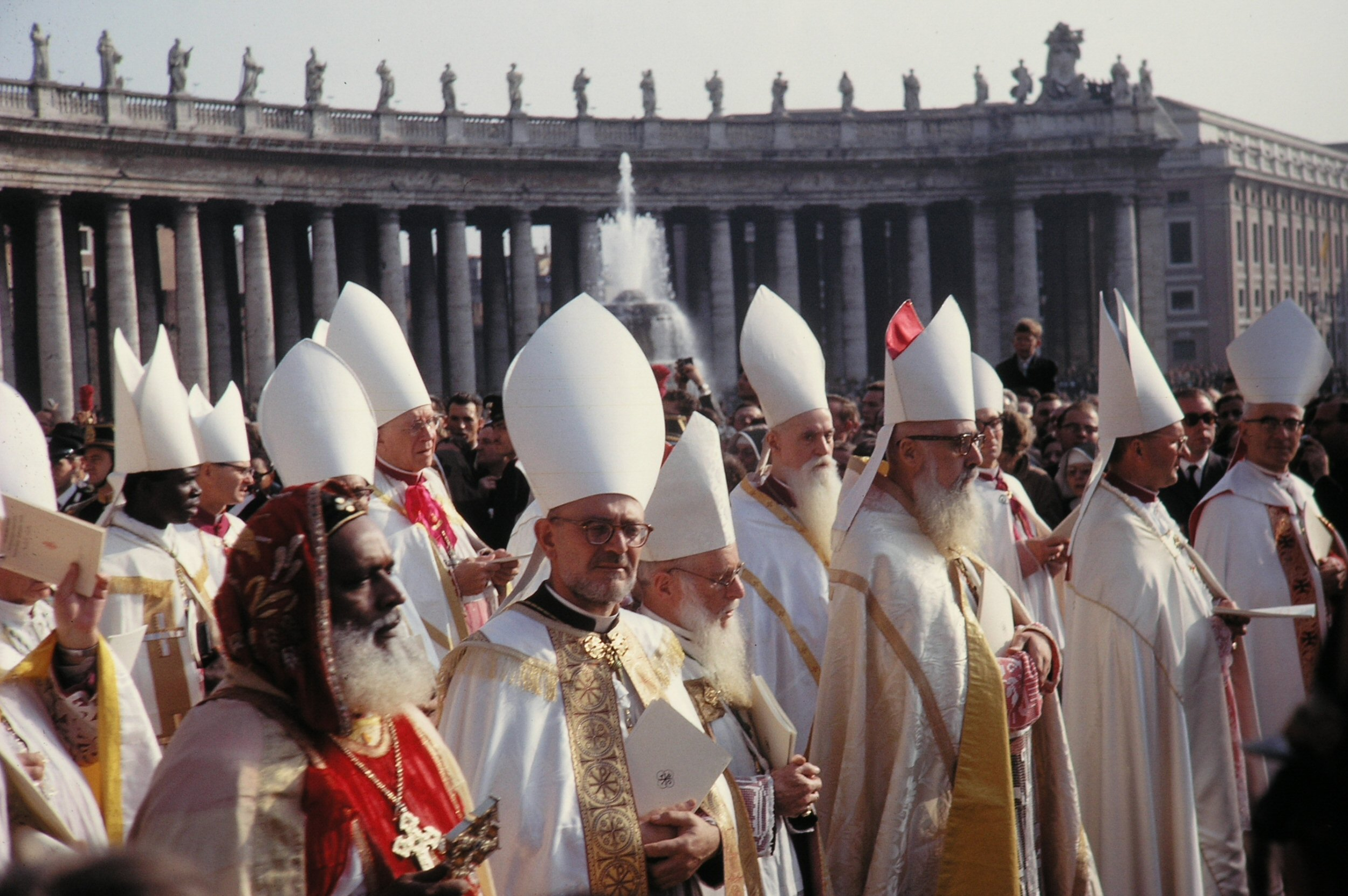
I padri conciliari in piazza San Pietro il giorno dell'apertura del Concilio.

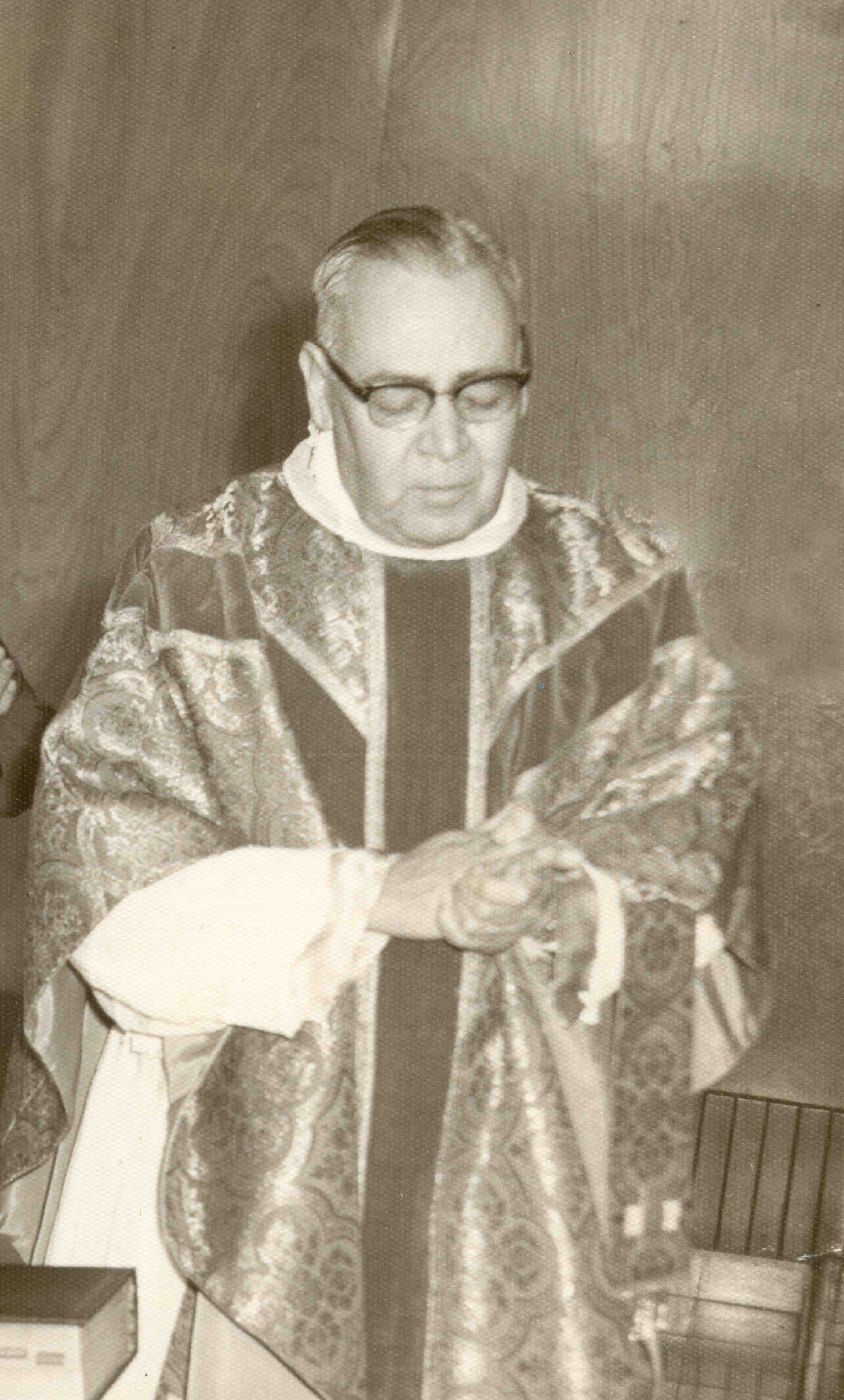
Sáenz Arriaga nel marzo 1966.

Non appena nel corso del Concilio Vaticano II (1962-1965) furono approvati documenti che - a detta di alcuni cattolici - contraddicevano il magistero precedente, gruppi sia di laici sia di preti, un po' di tutto il mondo ma in specie dell'America Latina, cominciarono a parlare di perdita del papato da parte dei vertici della Chiesa cattolica. Vennero al riguardo stampati molti opuscoli, volantini e il libro Complotto contro la Chiesa che furono recapitati anche agli stessi padri conciliari. Il primo, però, a parlare esplicitamente di sede vacante fu il gesuita messicano padre Joaquín Sáenz y Arriaga (scomunicato nel 1972), che così intitolò nel suo libro del 1973 Sede Vacante. Paulo VI no es legittimo Papa.
Le varie differenze fra gli altri tradizionalisti sono espresse nella voce cattolici tradizionalisti da cui derivano i sedevacantisti.

## Magistero della Chiesa cattolica in cui si basano i sedevacantisti
L'accusa principale sostenuta dai sedevacantisti è che i pontefici del post-concilio fossero tutti in odore di eresia già da prima dell'elezione, oppure abbiano sostenuto eresie pubblicamente durante il pontificato. Queste tesi sono state espresse da alcuni autori, che portano a loro sostegno alcuni documenti della Chiesa cattolica o considerazioni scritte da alcuni Santi, teologi e Dottori della Chiesa nei secoli scorsi, ad esempio:

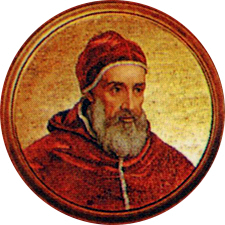
Ritratto di papa Paolo IV nella Basilica di San Paolo fuori le mura a Roma.

- La bolla pontificia Cum ex apostolatus officio del 15 marzo 1559 di papa Paolo IV, sostiene che un eretico non è suscettibile di ricevere autorità: Paolo IV intendeva aggiungere al diritto canonico la clausola che nessun eretico manifesto può legittimamente sedere sulla cattedra di San Pietro: «Aggiungiamo che, se mai dovesse accadere in qualche tempo che un vescovo, anche se agisce in qualità di arcivescovo o di patriarca o primate od un cardinale di Romana Chiesa, come detto, od un legato, oppure lo stesso Romano Pontefice, che prima della sua promozione a cardinale od alla sua elevazione a Romano Pontefice, avesse deviato dalla fede cattolica o fosse caduto in qualche eresia (o fosse incorso in uno scisma o abbia questo suscitato), sia nulla, non valida e senza alcun valore (nulla, irrita et inanis existat), la sua promozione od elevazione, anche se avvenuta con la concordanza e l'unanime consenso di tutti i cardinali; neppure si potrà dire che essa è convalidata col ricevimento della carica, della consacrazione o del possesso o quasi possesso susseguente del governo e dell'amministrazione, ovvero per l'intronizzazione o adorazione (adoratio) dello stesso Romano Pontefice o per l'obbedienza lui prestata da tutti e per il decorso di qualsiasi durata di tempo nel detto esercizio della sua carica, né essa potrebbe in alcuna sua parte essere ritenuta legittima, e si giudichi aver attribuito od attribuire una facoltà nulla, per amministrare (nullam ... facultatem) a tali persone promosse come vescovi od arcivescovi o patriarchi o primati od assunte come cardinali o come Romano Pontefice, in cose spirituali o temporali; ma difettino di qualsiasi forza (viribus careant) tutte e ciascuna (omnia et singula) di qualsivoglia loro parola, azione, opera di amministrazione o ad esse conseguenti, non possano conferire nessuna fermezza di diritto (nullam prorsus firmitatem nec ius), e le persone stesse che fossero state così promosse od elevate, siano per il fatto stesso (eo ipso) e senza bisogno di un'ulteriore dichiarazione (absque aliqua desuper facienda declaratione), private (sint privati) di ogni dignità, posto, onore, titolo, autorità, carica e potere (auctoritate, officio et potestate)».[9][10][11]

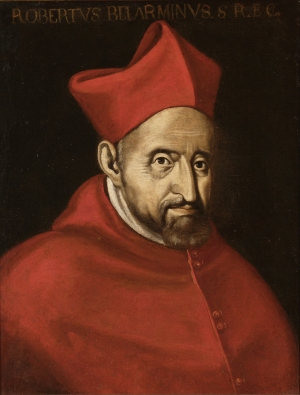
San Roberto Bellarmino vescovo, cardinale e dottore della Chiesa.

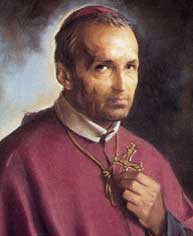
Sant' Alfonso Maria de' Liguori Vescovo e dottore della Chiesa: scrittore, poeta, pittore e musicista.

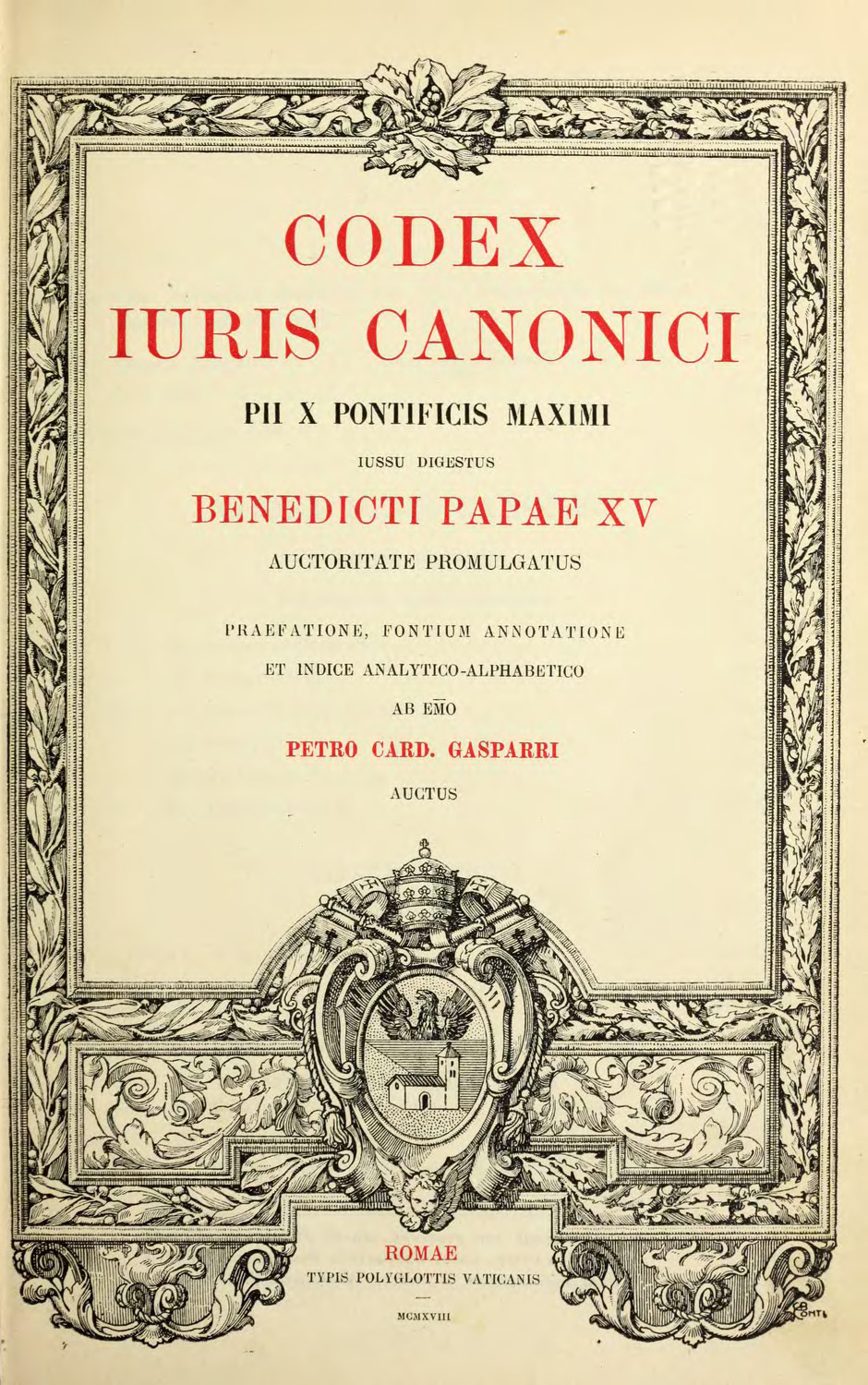
Codex Iuris Canonici 1917 (un'edizione del 1918).

- Il cardinale dottore della Chiesa san Roberto Bellarmino scrisse nel De Romano Pontifice: «un papa che sia eretico manifesto, per quel fatto cessa di essere papa e capo, poiché a causa di quel fatto cessa di essere un cristiano e un membro del corpo della Chiesa. Questo è il giudizio di tutti gli antichi Padri, che insegnano che gli eretici manifesti perdono immediatamente ogni giurisdizione».[12][13]
- Il vescovo dottore della Chiesa sant'Alfonso Maria de' Liguori nel libro Verità della Fede scrisse, con riferimento a quanto scritto dallo stesso Bellarmino: «'he poi alcuni pontefici siano caduti in eresia, taluni han cercato di provarlo, ma non mai l'han provato, né mai lo proveranno; e noi chiaramente proveremo il contrario nel fine del cap X. Del resto, se Dio permettesse che un papa fosse notoriamente eretico e contumace, egli cesserebbe d'essere papa, e vacherebbe il pontificato. Ma se fosse eretico occulto, e non proponesse alla chiesa alcun falso dogma, allora niun danno alla chiesa recherebbe; ma dobbiamo giustamente presumere, come dice il cardinal Bellarmino, che Iddio non mai permetterà che alcuno de' pontefici romani, anche come uomo privato, diventi eretico né notorio né occulto».[14][15]
- Il teologo e filosofo Giovanni di San Tommaso (1589-1644) ha dichiarato che: «un Papa non può essere deposto o perdere pontificato, ma quando due condizioni, vale a dire: in primo luogo, che l'eresia non sia nascosta, ma pubblica e legalmente nota; e in secondo luogo, di essere incorreggibile e ostinato in eresia».[16]
- Alcuni sedevacantisti citano il Canone 188, §4, del C.J.C. del 1917 di papa Benedetto XV: «Qualsiasi ufficio sarà vacante ipso facto [per il fatto stesso] per tacita rinuncia e senza che sia richiesta alcuna dichiarazione, ... §4 per pubblica defezione dalla Fede Cattolica;... (Ob tacitam renuntiationem ab ipso iure admissam quaelibet officia vacant ipso facto et sine ulla declaratione, si clericus: … 4. A fide catholica publice defecerit;...)».[17]

Ne consegue che, in base a questi assiomi, per i sedevacantisti i pontefici del post-Vaticano II, pur essendo stati eletti da conclavi presunti validi (sebbene non tutti i sedevacantisti li presumano validi), o non sarebbero mai divenuti papi, o avrebbero perso il pontificato compiendo atti di tenore manifestamente eretico.

## Le correnti sedevacantiste

### I sedevacantistisimpliciter
- La Congregazione di Maria Regina Immacolata il cui superiore è Mark Pivarunas della linea episcopale di Thục.
- La Società San Pio V fondata da Clarence Kelly consacrato dal vescovo Alfredo Méndez González.
- La Chiesa ortodossa greco-cattolica ucraina.

### I sedevacantistitesistio "sedeprivazionisti"
- L'Istituto Mater Boni Consilii.

### Altre correnti
- I "conclavisti" o il "conclavismo" oltre a non riconoscere i papi eletti dopo il Concilio Vaticano II, propugnano la necessità di eleggerne altri. Taluni conclavisti hanno riunito conclavi e nominato degli antipapi moderni.[18][19][20]
- I "Catholic home alone" (così chiamati in inglese), riconoscono come ultimo papa valido Pio XII, e quindi nulli tutti gli atti di coloro che hanno occupato posteriormente la Sede Vaticana. Non considerano nessun ministro dei tradizionalisti perché nessuno di loro, secondo come essi interpretano il Codice di diritto canonico (1917), è stato istituito nel rispetto dei canoni. A causa di questo riconoscono come unici sacramenti possibili il battesimo, il matrimonio contratto secondo il canone 1098 e l'eventuale confessione in punto di morte data dai ministri tradizionalisti (o anche non cattolici, come gli Ortodossi) che abbiano gli ordini validi (canone 882). Al di fuori di questo caso ritengono invalida la confessione di questi ministri perché non possiedono giurisdizione necessaria alla validità di questo sacramento. Sono detti "home alone" proprio perché, non avendo ministri, pregano a casa da soli e non frequentano sacramenti in nessun luogo di culto pubblico.[21][22][23] Comportamento simile ai Catholic home alone, ovvero l'astensione dalla frequenza ai sacramenti, è spesso attuato, per necessità, anche da fedeli di altre tendenze tradizionaliste, quando, per motivi logistici, si trovano nell'impossibilità di frequentare sacramenti celebrati secondo i riti tridentini. Gli altri gruppi tradizionalisti si appellano allo stato di necessità e secondo la loro interpretazione del Codice autorizza a violare la lettera della legge rispettandone lo spirito in base alla norma sovrana: "Salus animarum, prima et suprema lex", e prendendo atto che, nell'attuale mondo secolarizzato, il rischio di morte, quanto meno "spirituale" è presente più spesso che in passato.[24]

- Con le dimissioni di Benedetto XVI a far data dal 28 febbraio 2013 si è constatata la nascita di una nuova corrente "sedevacantista" che, avendo negato la validità del sua rinuncia al pontificato, non accettò la sua dichiarazione di sede vacante né il suo ruolo di papa emerito né la successiva elezione di papa Francesco. Alla morte del papa emerito il 31 dicembre 2022, gli appartenenti a tale corrente dichiararono pertanto di considerare la sede petrina sede vacante, come conseguenza del loro non riconoscere papa Francesco come tale.[25]